# Jien
Jien (慈円 Từ Viên, 17 tháng 5 năm 1155 - 28 tháng 10 năm 1225) là một nhà sư, sử gia và nhà thơ người Nhật Bản.

## Tiểu sử
Từ Viên sinh ra trong gia tộc Fujiwara quyền thế, ông là con trai của Fujiwara no Tadamichi. Ông đi tu theo phái Thiên Thai tông từ nhỏ, ban đầu lấy pháp danh Dokaie, sau đổi thành Jien. Ông sau này lên đến cấp bậc Daisōjō (大僧正 Đại tăng chính), cấp bậc lãnh đạo của Thiên thai tông.
Ông bắt đầu nghiên cứu và viết về lịch sử Nhật Bản, với mục đích "khai sáng cho những người không hiểu nổi sự thăng trầm của kiếp người". Kiệt tác của cuộc đời Jien, Gukanshō (愚管抄 Ngu Quản Sao) được ông hoàn thành vào khoảng năm 1220 với cái tên mang ý nghĩa vô cùng khiêm nhường: "những ghi chép nhanh của kẻ khờ dại". Trong tác phẩm này, Jien cố gắng phân tích các sự thật trong lịch sử Nhật Bản. Gukanshō có cái nhìn bi quan về thế cuộc ở thời điểm mạt pháp (theo giáo lý nhà Phật) mà ông đang sống, thời đại bắt đầu phong kiến, và cho rằng đây là thời kỳ tôn giáo suy vi và nền văn hoá sụp đổ. Quan điểm này vẫn thường được giữ cho đến ngày nay. Jien cho rằng cần thay đổi hệ thống phong kiến và bảo vệ quyền lực của chính quyền Mạc phủ.
Là một nhà thơ, ông được liệt kê vào Tân Tam thập lục Ca tiên, và là người vĩ đại thứ hai trong mảng thơ ca của Shin Kokin Wakashū. Ông được đưa vào tuyển tập Ogura Hyakunin Isshu bởi Fujiwara no Teika.